# تروتسكية

التروتسكية هي تيار شيوعي وضع على يد ليون تروتسكي، وكان الاختلاف الرئيسي بين تروتسكي وجوزيف ستالين حول ثلاث نقاط رئيسية هي أن التروتسكية ترى أن الثورة الاشتراكية يجب أن تكون أممية لابد أن تنتقل للعالم كافة وليس في بلد واحد وقد طرحت هذه الفكرة كشكل مثالي مناقض لأفكار أخرى منها عدم مراعاة التطور غير المتكافئ لأقطار، وأن الطبقة الوحيدة القادرة علي قيادة الثورة الاشتراكية هي العمال بتحالف مع الفلاحين وليس كما طرح ستالين من خلال نظرية الجبهة الشعبية.
بالإضافة إلى أن تروتسكي رأى أن قيام الثورة الاشتراكية لا يتطلب أن تصل الرأسمالية لأعلى مراحل تطورها أي
شارك في تطوير التروتسكية كل من كريس هارمن وجون مولينو وإسحق دويتشر وتيد غرانت. تنتظم الحركة التروتسكية في اطار الأممية الرابعة.
تعتبر التروتسكية هي نظرية ماركسية كما دعا إليها الثوري الروسي ليون تروتسكي وعرف تروتسكي بأنه الماركسي الأرثوذكسي والبلشفية اللينينية وأيد تأسيس حزب طليعي للبروليتاريا، الأممية البروليتارية وديكتاتورية البروليتاريا القائمة على التحرر الذاتي للطبقة العاملة والديمقراطية الجماهيرية.
ينتقد التروتسكيون الستالينية لأنهم يعارضون نظرية جوزيف ستالين للاشتراكية في بلد واحد لصالح نظرية تروتسكي للثورة الدائمة. ينتقد التروتسكيون أيضًا البيروقراطية التي نشأت في الاتحاد السوفيتي تحت حكم ستالين.
بموجب أوامر ستالين في أكتوبر عام 1927  تم طرد تروتسكي من السلطة وطُرد من الحزب الشيوعي (نوفمبر 1927)، ونُفي أولاً إلى ألما-آتا (يناير 1928)، ثم من الاتحاد السوفيتي (فبراير 1929). كرئيس للأممية الرابعة واصل تروتسكي من المنفى معارضة البيروقراطية الستالينية في الاتحاد السوفيتي في 20 أغسطس 1940 تعرض تروتسكي للاغتيال من قبل رامون ميركادر عميل NKVD الأسباني المولد وتوفي في المستشفى في اليوم التالي. ويعتبر اغتياله اغتيال سياسي. تم إعدام جميع التروتسكيون تقريبًا داخل الحزب الشيوعي في الاتحاد السوفيتي في عمليات التطهير الكبرى في 1937-1938، مما أدى فعليًا إلى إزالة كل نفوذ تروتسكي الداخلي في الاتحاد السوفيتي.
تأسست تروتسكي الرابعة في فرنسا في عام 1938 عندما جادل التروتسكيون بأن الكومنترن أو الأممية الثالثة أصبحت «ضائعة للستالينية»، وبالتالي غير قادرة على قيادة الطبقة العاملة الدولية إلى السلطة السياسية. في استخدام اللغة الإنجليزية المعاصرة، غالبًا ما يطلق على داعية أفكار تروتسكي اسم «التروتسكي». يمكن أن يسمى التروتسكي «تروتسكي» أو «تروت»، خاصة من قبل منتقد التروتسكية.

## التعريف
وفقًا لتروتسكي، يمكن تمييز برنامجه عن النظريات الماركسية الأخرى بخمس عناصر أساسية:
- دعم لاستراتيجية الثورة الدائمة، في المعارضة لنظرية مرحلتين من خصومه.[7]
- نقد قيادة الاتحاد السوفيتي بعد عام 1924، وتحليل معالمه؛ [8] بعد عام 1933 دعم أيضًا للثورة السياسية في الاتحاد السوفيتي وفي ما يسميه التروتسكيون الدول العمالية المشوهة.
- دعم الثورة الاجتماعية في البلدان الرأسمالية المتقدمة من خلال العمل الجماهيري للطبقة العاملة.
- دعم الأممية البروليتارية.[9]
- استخدام برنامج انتقالي للمطالب التي تربط بين النضالات اليومية للطبقة العاملة والأفكار القصوى للتحول الاشتراكي للمجتمع.[10]

على الطيف السياسي للماركسية، يعتبر التروتسكيون عادة في اتجاه اليسار. في العشرينات من القرن العشرين، أطلقوا على أنفسهم اسم " المعارضة اليسارية" ، على الرغم من أن الشيوعية اليسارية اليوم متميزة وغير البلشفية في العادة. يمكن أن يكون الخلاف المصطلحي مربكًا لأنه يتم استخدام إصدارات مختلفة من الطيف السياسي من اليمين إلى اليسار. يعتبر المناهضون للإصلاحيين أنفسهم اليساريين المطلقين في الطيف من الشيوعية على اليسار إلى الرأسمالية الإمبريالية على اليمين، ولكن بالنظر إلى أن الستالينية غالباً ما يتم تصنيفها على أنها يمينية ضمن الطيف الشيوعي واليسارية اليسارية اليسارية، فإن فكرة المعاديين لليسار مختلفة عن من الشيوعية اليسارية. على الرغم من كونهما رفاقا البلاشفة اللينينية خلال الثورة الروسية والحرب الأهلية الروسية، فقد أصبح تروتسكي وستالين أعداء في عشرينيات القرن العشرين، ثم عارضا بعد ذلك شرعية أشكال اللينينية الأخرى. كان تروتسكي ينتقد بشدة الاتحاد السوفيتي الستاليني لقمعه الديمقراطية وعدم وجود تخطيط اقتصادي مناسب. 